# Bergtjärnen (Viksjö socken, Ångermanland)
Bergtjärnen är en sjö i Härnösands kommun i Ångermanland och ingår i Indalsälvens huvudavrinningsområde. Sjön har en area på 0,0594 kvadratkilometer och ligger 239,4 meter över havet.

## Delavrinningsområde
Bergtjärnen ingår i det delavrinningsområde (695668-158228) som SMHI kallar för Ovan Svartbäcken. Medelhöjden är 192 meter över havet och ytan är 11,81 kvadratkilometer. Räknas de 38 avrinningsområdena uppströms in blir den ackumulerade arean 294,4 kvadratkilometer. Mjällån som avvattnar avrinningsområdet har biflödesordning 3, vilket innebär att vattnet flödar genom totalt 3 vattendrag innan det når havet efter 33 kilometer. Avrinningsområdet består mestadels av skog (87 procent). Avrinningsområdet har 0,06 kvadratkilometer vattenytor vilket ger det en sjöprocent på 0,5 procent.